# 捷季安娜·喬爾諾沃爾
捷季安娜·米科拉伊芙娜·喬爾諾沃爾（羅馬化：Tetiana Mykolaivna Chornovol；1979年6月4日—；又译特蒂亞娜），乌克兰记者和公民活动家，廣場革命的领导人之一。 她以对烏克蘭貪腐的调查报告以及她的直接行動而闻名。

## 记者生涯
喬爾諾沃爾受雇于许多关注乌克兰政治和腐败的乌克兰報社。她还在烏克蘭人民自衛隊有参与的後蘇聯衝突中報道。